# Антонела (ТВ серија)
Антонела (шп. Antonella) аргентинска је теленовела, продукцијских кућа Artear и Canal 13, снимана 1993.
У Србији је приказивана током 1999. и 2000. на Сат ТВ Пожаревац, а касније и на ТВ Палма и осталим локалним телевизијама.

## Синопсис
Антонела је млада и лепа девојка која зарађује за живот прерушавајући се у кловна за дечје прославе. Када сазна да јој је сестра Наталија умрла од пада са вишеспратнице почиње да истражује њену смрт. Прерушава се како би ушла у велику кућу човека за кога сумња да је убио њену сестру. Уплиће се у свет интрига, корупције, завођења и издаје. Упознаје младог и лепог Николаса на забави поводом рођендана његовог кумчета. Након што се заљубе једно у друго, Антонела сазнаје да је Николас био љубавник њене сестре и да је Наталија пре смрти имала доказе који га повезују са трговином оружјем. Антонела је убеђена да је Николас убио њену сестру и тражи освету, али судбина ће јој открити идентитет правог убице. Лукресија, Николасова бака, већ замишља амбициозну Миранду као супругу за свог унука. Сада Антонела мора да се бори за Николасову љубав, јер је у међувремену добила љуту супарницу. Гастон се свакодневно такмичи против свог рођака Николаса, стално размишља како да га уништи и у план увлачи своју супругу Ракел…

## Улоге
| Глумац:            | Улога:   |
| ------------------ | -------- |
| Андреа дел Бока    | Антонела |
| Густаво Бермудез   | Николас  |
| Луис Луке          | Гастон   |
| Хорхе де Елија     | Карло    |
| Умберто Серано     | Факундо  |
| Вирхинија Иносенти | Миранда  |
| Моника Галан       | Паула    |
| Мими Арду          | Ракел    |
| Дијего Роцоло      | Федерико |
| Освалдо Тесер      | Абелардо |
| Освалдо Гуиди      | Артуро   |
| Бетина Варде       | Барбара  |
| Марсела Руис       | Нурија   |
| Марсело Алфаро     | Густаво  |
| Гастон Мартељи     | Лоренсо  |
| Патрисија Кастел   | Консуело |
| Вита Ескардо       | Наталија |
| Алехандра Рубио    | Лулу     |